# Ciepielów (gmina)
Ciepielów – gmina miejsko-wiejska w województwie mazowieckim, w powiecie lipskim. W latach 1975–1998 gmina położona była w województwie radomskim.
Siedziba gminy to Ciepielów.
Według danych z 31 grudnia 2012 gminę zamieszkiwało 5747 osób. Natomiast według danych z 31 grudnia 2019 roku gminę zamieszkiwało 5530 osób.
Na terenie gminy znajduje się 27 sołectw.
Za Królestwa Polskiego gmina należała do powiatu iłżeckiego w guberni radomskiej. 1 stycznia?/13 stycznia 1870 do gminy przyłączono obszar zniesionego miasta Ciepielowa.

## Struktura powierzchni
Według danych z roku 2002 gmina Ciepielów ma obszar 135,3 km², w tym:
- użytki rolne: 76%
- użytki leśne: 17%

Gmina stanowi 18,1% powierzchni powiatu.

## Demografia

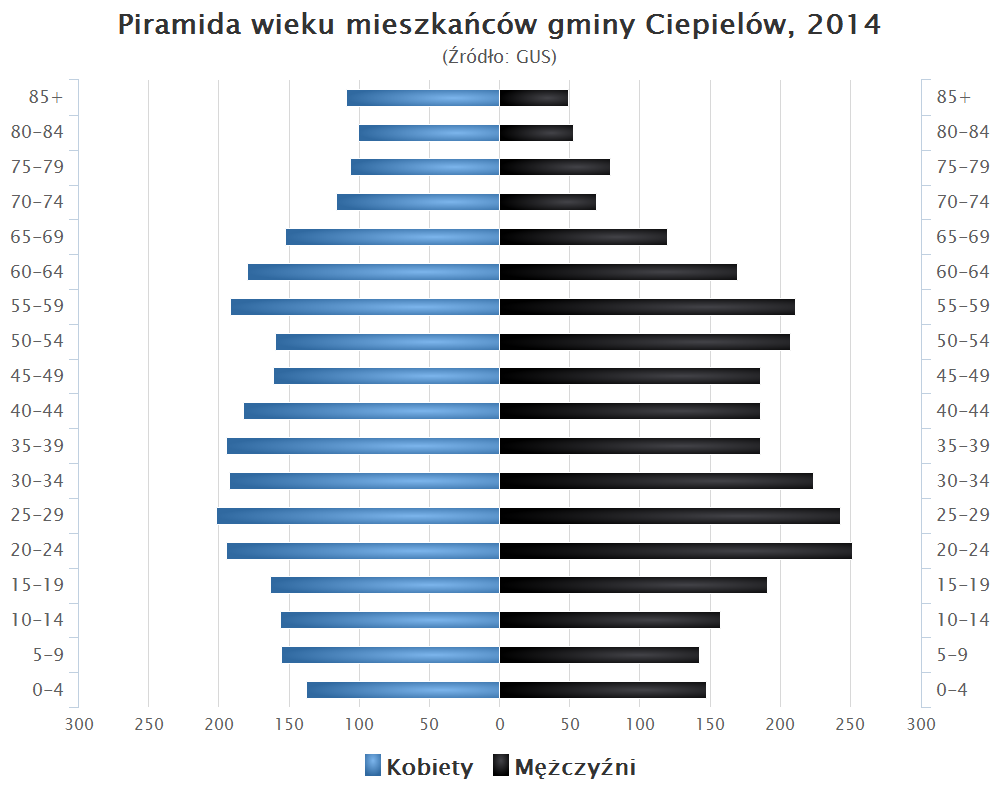
Piramida wieku mieszkańców gminy Ciepielów w 2014 roku

Dane z 31 grudnia 2012:
| Opis                              | Ogółem | Ogółem | Kobiety | Kobiety | Mężczyźni | Mężczyźni |
| --------------------------------- | ------ | ------ | ------- | ------- | --------- | --------- |
| jednostka                         | osób   | %      | osób    | %       | osób      | %         |
| populacja                         | 5747   | 100    | 2853    | 49,6    | 2894      | 50,4      |
| gęstość zaludnienia (mieszk./km²) | 42,5   | 42,5   | 21,1    | 21,1    | 21,4      | 21,4      |

## Historia
We wrześniu 1939 niemieccy żołnierze Wehrmachtu, wbrew obowiązującemu prawu międzynarodowemu, zabili na terenie gminy 300 polskich jeńców wojennych z 74. Pułku Piechoty.

## Sołectwa
Antoniów – Czerwona, Anusin, Bąkowa, Bielany, Borowiec, Chotyze, Ciepielów, Ciepielów-Kolonia, Dąbrowa, Drezno, Gardzienice-Kolonia, Kałków, Kochanów – Sajdy, Kunegundów – Czarnolas, Łaziska, Marianki, Kawęczyn, Pasieki, Pcin, Podgórze, Podolany, Ranachów B, Rekówka, Stare Gardzienice, Stary Ciepielów, Świesielice, Wielgie, Wólka Dąbrowska.

## Sąsiednie gminy
Chotcza, Iłża, Kazanów, Lipsko, Rzeczniów, Sienno, Zwoleń